# Мюнхенский тёмный лагер
Мюнхенский тёмный лагер или Мюнхенский Дункель (нем. Münchner Dunkel, в переводе «мюнхенское тёмное») — традиционное темное баварское пиво, вид лагера, разновидность тёмного лагера от тёмно-янтарного до тёмно-коричневого цвета с характерным ароматом мюнхенского солода и благородного хмеля.

## Характеристики
Представляет собой классический тёмно-коричневый лагер с солодовым акцентом. Цвет от тёмно-янтарного до тёмно-коричневого, часто с красным или гранатовым оттенками. Формирует кремообразную пену, цветом от светлого до средне жёлто-коричневого. Прозрачный, но производят и тёмные нефильтрованные версии. Преобладает богатый и сложный вкус мюнхенского солода с умеренной сладостью. Богатые ароматы солода с оттенками шоколада, орехов, карамели и благородного хмеля. Содержание алкоголя колеблется от 4,5 до 5,6 %.
Типичные торговые марки: Ayinger Altbairisch Dunkel, Hacker-Pschorr Alt Munich Dark, Paulaner Alt Munchner Dunkel, Weltenburger Kloster Barock-Dunkel, Penn Dark Lager, Capital Munich Dark, Harpoon Munich-type Dark Beer, Gordon Biersch Dunkels, Dinkel Acker Dark, Ottakringer Dunkles, Warsteiner Premium Dunkel, Hofbrau Dunkel, Becks Dark.